# BorgWarner
BorgWarner Inc. — американский производитель автомобильных комплектующих со штаб-квартирой в Оберн-Хилc (штат Мичиган). Штат компании насчитывает около 49 300 сотрудников. Фредерик Лиссальд (Frédéric Lissalde) является генеральным директором BorgWarner Inc. с 1 августа 2018 года.
BorgWarner входит в число 25 крупнейших поставщиков автомобильных комплектующих в мире. В числе крупнейших компаний США по размеру выручки в 2022 году (список Fortune 500) BorgWarner заняла 244-е место. В списке крупнейших публичных компаний мира Forbes Global 2000 за 2022 год BorgWarner заняла 1500-е место.

## История
Корпорация Borg-Warner возникла в 1928 году в Чикаго в результате слияния нескольких производителей автокомплектующих: Borg & Beck (основана в 1904 году, производитель сцеплений), Marvel Carburetor (основана в 1902 году, карбюраторы), Mechanics Universal Joint (основана в 1911 году, трансмиссии) и Warner Gear (основана в 1901 году, коробки передач). В следующем году к корпорации присоединились Morse Chain (основана в 1880 году) и Long Manufacturing (основана в 1902 году, радиаторы). В 1936 году корпорация учредила серебряный трофей для победителя Indianapolis 500.
В 1951 году был подписан контракт с Ford об эксклюзивных поставках автоматических коробок передач Cruise-O-Matic. Позже в 1950-х годах началась международная экспансия корпорации, были открыты заводы в Бразилии, Канаде и Великобритании, в 1957 году была куплена австралийская компания Coote & Jurgenson. В середине 1960-х годов было создано два совместных предприятия в Японии (NSK-Warner и Tsubakimoto-Morse), а в 1969 году — ещё одно, Aisin-Warner.
В 1987 году была предпринята попытка враждебного поглощения Borg-Warner Corporation со стороны рейдера Ирвина Джейкобса. В качестве защиты корпорация провела финансируемый выкуп своих акций с помощью Merrill Lynch; стоимость операции составила 4,4 млрд долларов. В том же году были проданы подразделения химической продукции и пластмасс, а сама корпорация разделилась на две части, Borg-Warner Security Corporation (материнская компания, также включающая охранную компанию) и Borg-Warner Automotive (производитель автокомплектующих). В 1993 году Borg-Warner Automotive Inc. была выделена из Borg-Warner Security Corporation и стала независимой компанией, а в 2000 году упростила название до BorgWarner Inc. В 2004 году был куплен контрольный пакет акций немецкой компании Beru AG (основная специализация — системы зажигания). В 2005 году штаб-квартира BorgWarner была перенесена из Чикаго в пригород Детройта.
В 2020 году была куплена компания Delphi Technologies (производитель автокомплектующих), а в 2021 году — немецкая компания Akasol (производитель аккумуляторов).

## Деятельность
Подразделения по состоянию на 2021 год:
- Air Management — продукция для экономии горючего и снижения уровня выхлопных газов, включая турбокомпрессоры, системы обогрева, аккумуляторы; 49 % выручки.
- e-Propulsion & Drivetrain — комплектующие для электромобилей (электромоторы, генераторы, конвертеры напряжения, контрольная электроника и программное обеспечение), а также комплектующие для трансмиссий обычных автомобилей; 36 % выручки.
- Fuel Injection — системы впрыскивания горючего для дизельных и бензиновых двигателей; 12 % выручки.
- Aftermarket — продукция для ремонта и обслуживания автомобилей; 6 % выручки.

Регионы деятельности по состоянию на 2021 год:
- Америка — 30 заводов; 30 % выручки, основными покупателями были Ford (8 % выручки), Stellantis (4 %), General Motors (4 %);
- Европа — 29 заводов; 35 % выручки, в том числе Volkswagen (7 %), Daimler (4 %), Stellantis (3 %), Volvo (3 %);
- Азия — 34 завода, 35 % выручки, в том числе Hyundai Motor (6 %), Great Wall Motors, SAIC Motor, Geely, Changan (по 3 %).

BorgWarner имеет тесные связи с Indianapolis 500. Будучи единственным поставщиком турбокомпрессоров для NTT INDYCAR SERIES, турбокомпрессор BorgWarner EFR (разработан для гонок) устанавливался на все участвующие автомобили в каждом сезоне с 2012 года.